# بخش بالرامپور (چاتیسگر)
بخش بالرامپور (به انگلیسی: Balrampur district) یک منطقهٔ مسکونی در هند است که در Surguja Division واقع شده‌است. بخش بالرامپور ۳٬۸۰۶٫۰۸ کیلومتر مربع مساحت و ۷۳۰٬۴۹۱ نفر جمعیت دارد.